# Geoff Stults

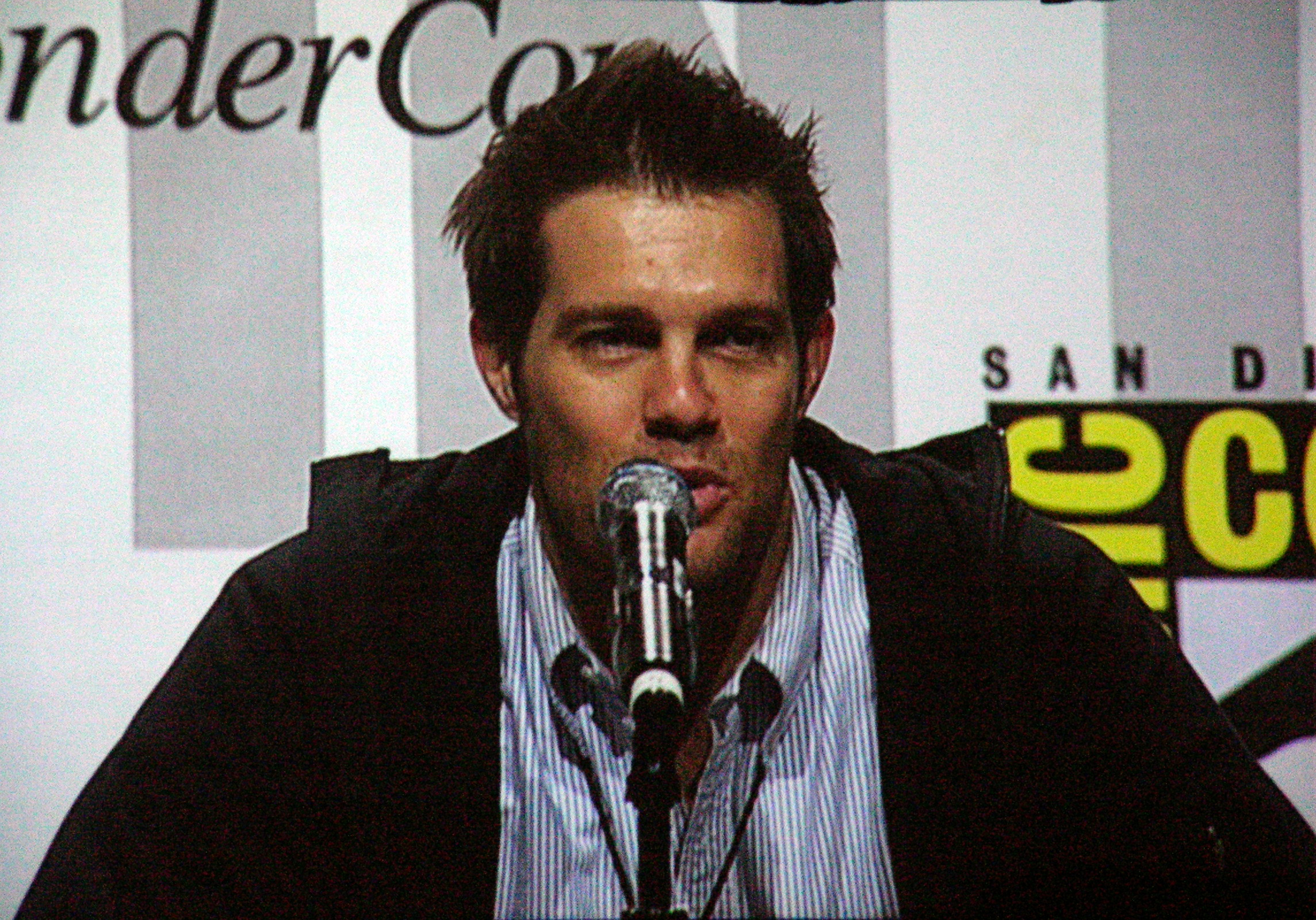
Geoff Stults (2010)

Geoffrey Manton Stults (* 15. Dezember 1977 in Detroit, Michigan) ist ein US-amerikanischer Schauspieler und Produzent, der in Deutschland vor allem durch seine Rolle des Ben Kinkirk in Eine himmlische Familie bekannt wurde.

## Leben
Geoff Stults wuchs in Colorado auf. Er bekam ein Football Stipendium für das Whittier College in Los Angeles. Dort belegte er Schauspielkurse und trat in einigen Theaterstücken auf. Er nahm bereits kurz nach seinem Abschluss an Castings teil. Geoff Stults spielte ebenso in Europa bei den Klosterneuburg Mercenaries als Wide Receiver American Football.
Zu seinen Hobbys zählen Basketball, Baseball und viele andere Sportarten.
Stults lebt zusammen mit seinem Bruder George in Los Angeles.

## Filmografie (Auswahl)
- 2000: Alle lieben Raymond (Everybody Loves Raymond, Fernsehserie, Folge 4x12)
- 2000: Undressed – Wer mit wem? (MTV’s Undressed, Fernsehserie, Folgen 2x14–2x16)
- 2000: S Club 7 in L.A. (L.A. 7, Fernsehserie, Folge 2x06)
- 2000: Chaos City (Spin City, Fernsehserie, Folge 5x02)
- 2001: Keine Gnade für Dad (Grounded for Life, Fernsehserie, Folge 1x07)
- 2001: The Chronicle (Fernsehserie, Folge 1x09)
- 2001–2006: Eine himmlische Familie (7th Heaven, Fernsehserie, 23 Folgen)
- 2002: Project Viper
- 2002: Nantucket
- 2002: No Place Like Home
- 2002: King’s Highway
- 2003: Polizeibericht Los Angeles (Dragnet, Fernsehserie, Folge 1x02)
- 2004: Girls United Again (Bring It On Again)
- 2004: Spy Girls – D.E.B.S. (D.E.B.S.)
- 2004: Joey (Fernsehserie, Folge 1x03)
- 2004: Las Vegas (Fernsehserie, Folge 2x04)
- 2005: Heirat mit Hindernissen (Confessions of an American Bride)
- 2005: Die Hochzeits-Crasher (Wedding Crashers)
- 2005: In the Mix
- 2005–2006: Reunion (Fernsehserie, 5 Folgen)
- 2006: Trennung mit Hindernissen (The Break-Up)
- 2007–2008: October Road (Fernsehserie, 19 Folgen)
- 2008: The Express
- 2010: Happy Town (Fernsehserie, 8 Folgen)
- 2010: Zu scharf um wahr zu sein (She’s Out of My League)
- 2010: How I Met Your Mother (Fernsehserie, Folgen 6x04–6x05)
- 2011: Bones – Die Knochenjägerin (Bones, Fernsehserie, Folge 6x19)
- 2011: Mad Love (Fernsehserie, Folge 1x13)
- 2011: L!fe Happens – Das Leben eben! (L!fe Happens)
- 2011: J. Edgar
- 2012: The Finder (Fernsehserie, 13 Folgen)
- 2014: Enlisted (Fernsehserie, 13 Folgen)
- 2015: Zoo (Fernsehserie, Folgen 1x04–1x06)
- 2015–2017: Odd Couple (The Odd Couple, Fernsehserie, 15 Folgen)
- 2015, 2017: Grace and Frankie (Fernsehserie, 4 Folgen)
- 2017: Unforgettable – Tödliche Liebe (Unforgettable)
- 2017: No Way Out – Gegen die Flammen (Only the Brave)
- 2018: Operation: 12 Strong (12 Strong)
- 2018: Sierra Burgess Is a Loser
- 2019: The Neighborhood (Fernsehserie, 1 Folge)
- 2020: Stargirl (Fernsehserie, 1 Folge)
- 2020: Little Fires Everywhere (Miniserie, 4 Folgen)
- 2021: Cowboy Bebop (Fernsehserie)
- 2023: If You Were the Last
- 2023: The Company You Keep (Fernsehserie, 4 Folgen)